# Philippe de Limburg Stirum
Le comte Philippe Marie Joseph de Limburg Stirum, né à Anvers le 23 mai 1830 et mort à Samrée le 10 novembre 1912, était un homme politique belge. Il était le frère de Thierry de Limburg Stirum.

## Biographie
Philippe de Limburg Stirum était le fils du comte Willem Bernard de Limburg Stirum, premier membre de la Maison de Limburg Stirum à s'être établi en Belgique, et d'Albertine de Pret Roose de Calesberg.
Il acheta le château de Bois-Saint-Jean dans les Ardennes belges près de Samrée entouré d'un domaine de plus de 2 500 hectares.
Il fut sénateur de l'arrondissement de Bastogne-Marche de 1870 à 1884 et ensuite sénateur de l'arrondissement de Neufchâteau jusqu'en 1894.

## Mandats et fonctions
- Membre du Sénat belge : 1870-1894

## Sources
- Jean-Luc de Paepe & Christiane Raindorf-Gérard, Le Parlement belge, 1831-1894. Données biographiques, Bruxelles, 1996.

- Ressource relative à plusieurs domaines :   - ODIS